# Doctor Crush
Doctor Crush (hangul: 닥터스; RR: Dakteoseu) är en sydkoreansk TV-serie som sändes på SBS från 20 juni till 23 augusti 2016. Kim Rae-won, Park Shin-hye, Yoon Kyun-sang och Lee Sung-kyung spelar huvudrollerna.

## Rollista (i urval)
- Kim Rae-won - Hong Ji-hong
- Park Shin-hye - Yoo Hye-jung
- Yoon Kyun-sang - Jung Yoon-do
- Lee Sung-kyung - Jin Seo-woo